# ヌードマウス

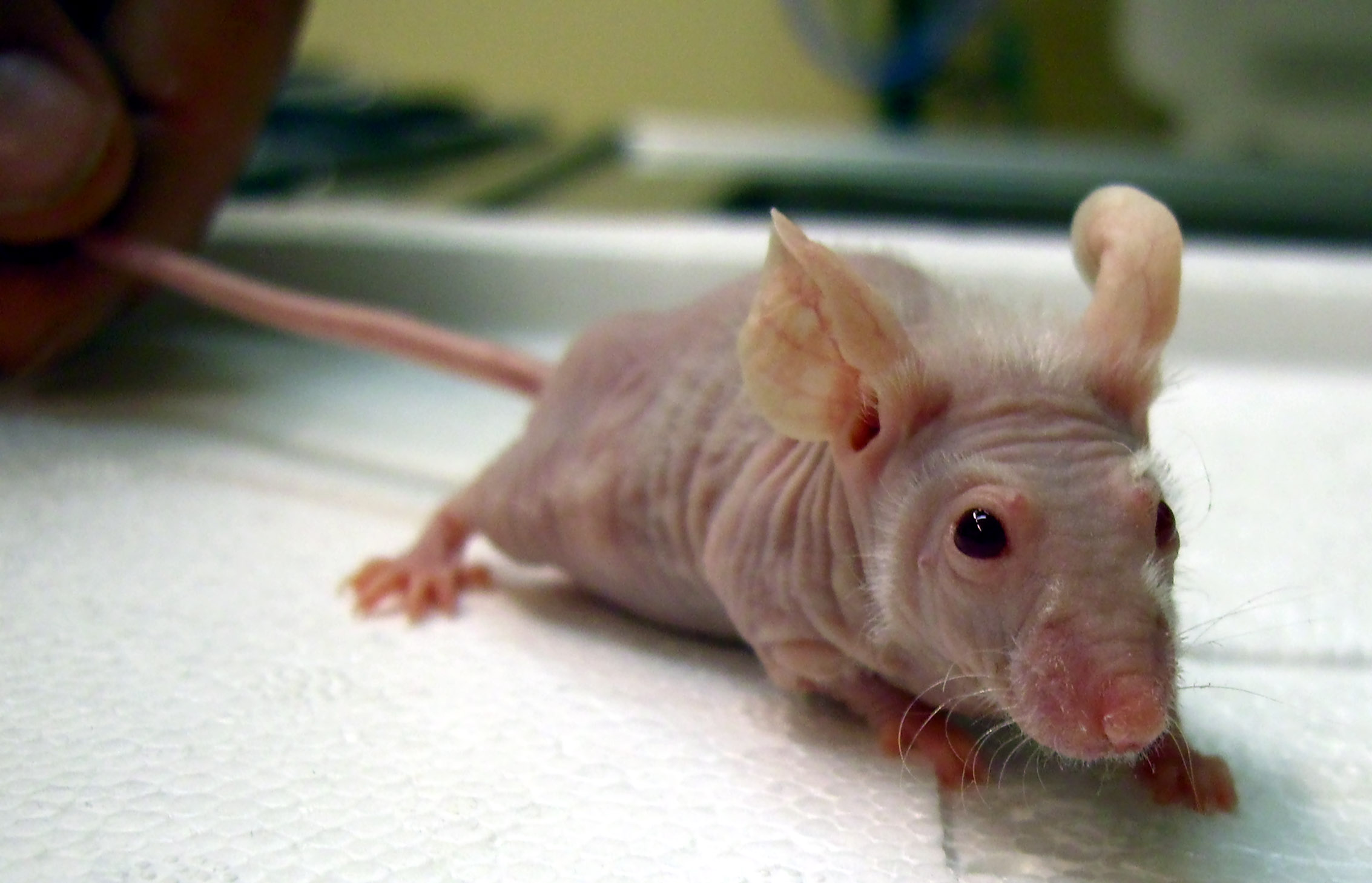
ヌードマウス

ヌードマウス（英: nude mouse）とは、胸腺の劣化あるいは欠損を引き起こす突然変異を持つ血統の実験用マウスである。ヌードマウスではT細胞数の著しい減少が生じ、その結果として免疫系が阻害されている。ヌードマウスの表現型あるいは主要な外観として体毛の欠如があり、この特徴によりヌードマウスと名づけられた。ヌードマウスは異なる型の組織や腫瘍の移植に対して拒絶反応を示さないため、研究に有用である。それらの異種移植片は通常は腫瘍の新しい画像化や治療法の研究に利用される。ヌードマウスの遺伝的根拠はFOXN1遺伝子の破壊である。 

## 用語
ヌードマウスに対する学術用語は、その発見から数度変化してきた。元々はnuと記述されており、HNF-3/forkhead homolog 11遺伝子に変異が起きていることが同定された時にHfh11nuという名称になった。2000年に変異遺伝子がFox遺伝子ファミリーに分類されることが明らかにされ、Foxn1nuと改名された。

## 歴史と重要性
ヌードマウスは1962年、グラスゴーにあるルーチル病院のブラウンリーウイルス学研究室においてN. R. Gristによって発見された。胸腺を欠いているため、ヌードマウスは成熟T細胞を作り出すことが出来ない。ゆえに、以下のようなほとんどの免疫応答を備えることができない。
- CD4+ ヘルパーT細胞を必要とする抗体形成
- CD4+ T細胞とCD8+ T細胞の両方あるいはどちらかを必要とする細胞性免疫応答
- 遅延型過敏応答（CD4+ T細胞を必要とする）
- ウイルスが感染あるいは悪性化した細胞の殺害（CD8+ 細胞傷害性T細胞を必要とする）
- 移植片拒絶（CD4+ T細胞とCD8+ T細胞の両方を必要とする）

上記の特徴のため、ヌードマウスは実験室において免疫系、白血病、固形腫瘍、AIDSやハンセン病のようなその他の免疫不全疾患の情報を得るために使われている。さらに、機能するT細胞が欠如していることによって同種移植片だけでなく、異種移植片でさえも拒絶できない。
ヌードマウスのほとんどの血統は、わずかに「漏れ」があり、特に年を取ると少ないT細胞を有している。この理由のため、ヌードマウスは現在の研究ではあまり人気がなく、免疫系がより完全に欠如しているノックアウトマウス（例えばRAG1およびRAG2ノックアウトマウス）が使用される。

## 遺伝学
ヌードマウスは、FOXN1遺伝子に自然発生的欠失を有する（FOXN1に変異を持つヒトもまた胸腺および免疫欠損である）。FOXN1を狙って欠失させた（ノックアウトした）マウスも「ヌード」表現型を示す。雌「ヌード」マウスは乳腺が未発達で、子供に効果的に授乳することができないため、雄ヌードマウスはヘテロ接合型の雌と交配される。

## 寿命
ヌードマウスの寿命は通常6カ月から1年である。日常的にヌードマウスを扱う多くの研究室での管理された無菌環境で抗生物質を投与された条件では、正常マウスとほとんど同じくらい（18カ月から2年）生きることができる。